# Gregorio Urbano Gilbert
Gregorio Urbano Gilbert Suero (Puerto Plata, 25 de mayo de 1898 - Santo Domingo, 29 de noviembre de 1970) fue un linotipista y guerrillero dominicano.

## Biografía
Los padres de Gilbert eran Narcisa Suero y el inmigrante bahameño Benjamin Gilbert. Quedó huérfano a una edad temprana y sus hermanos mayores lo criaron. En 1916, Gilbert se instaló en San Pedro de Macorís donde trabajó como linotipista y vendedor en una tienda de abarrotes.

## Intervención norteamericana 1916
El 10 de enero de 1917, los marines estadounidenses estaban invadiendo la ciudad portuaria, y Gilbert decidió luchar contra ellos, cargó con un revólver y disparó contra los marines, matando al oficial CH Burton en el tiroteo. Se unió a la guerrilla contra la ocupación estadounidense; fue capturado y condenado a muerte . Su sentencia fue conmutada por cadena perpetua, pero fue puesto en libertad el 22 de octubre de 1922; Gilbert se exilió en Cuba, Curazao y Nicaragua. En Nicaragua, se unió a la rebelión de Sandino contra la ocupación estadounidense de ese país.

## Intervención norteamericana 1965
En 1929 regresó a República Dominicana. Gilbert también fue parte de la Revolución de Abril de 1965 y luchó contra la segunda ocupación estadounidense de la República Dominicana (1965-1966) . En 1970 Gilbert escribió sus memorias y murió poco después.

## Reconocimientos
- Una estación de metro en Santo Domingo lleva el nombre de Gilbert.
- Por orden de él presidente Danilo Medina se nombró el puerto de San Pedro de Macorís con su nombre.
- En 2019 fue declarado Héroe Nacional.[4]